# Mauro Vannucchi
Mauro Vannucchi (Prato, 1 de març de 1948) va ser un ciclista italià que fou professional entre 1970 i 1977. El 1966 guanyà el Giro del Montalbano.
Resultats al Giro d'Itàlia
- 1970. 35è de la classificació general
- 1972. 61è de la classificació general
- 1973. 65è de la classificació general
- 1975. 53è de la classificació general
- 1977. 33è de la classificació general

Resultats a la Volta a Espanya
- 1972. Abandona
- 1975. Abandona